# BusyBox
BusyBox — набор UNIX-утилит командной строки, используемый в качестве основного интерфейса во встраиваемых операционных системах. Преимуществами этого приложения являются малый размер и низкие требования к аппаратуре. Оно представляет собой единый файл (это позволяет сэкономить дисковое пространство). Разработка BusyBox была начата в 1996 году Брюсом Перенсом.
BusyBox создавался с целью оптимизации размера и с учётом ограниченных ресурсов. В то же время система является достаточно гибкой и модульной (в момент компиляции можно включить/исключить все необходимые компоненты). BusyBox представляет собой почти полную POSIX-среду для встраиваемых и других систем с небольшим количеством доступного места. В настоящее время проект медленно движется к полной реализации Single UNIX Specification V3, которая пока не достигнута. Также проект заинтересован в прохождении теста Linux Test Project.

## Команды
- ash — командная оболочка
- awk — язык обработки строк по шаблонам
- bash — командная оболочка
- cat — конкатенация файлов
- chmod — смена прав доступа
- chown — смена владельца
- cp — копировать
- crond — планировщик заданий
- cut — выбор заданных полей из файла
- date — текущее дата/время
- dd — копирование файла с конвертированием и форматированием
- df — статистика использования файловой системы
- diff — утилита сравнения файлов
- dmesg — вывод буфера сообщений ядра
- echo — вывод строки
- egrep — grep с поддержкой расширенных регулярных выражений
- fgrep — grep с оптимизированным поиском фиксированной строки
- grep — поиск по шаблону в каждом файле или стандартном вводе
- gunzip — распаковать из gzip
- gzip — упаковать в gzip
- kill — завершить процесс
- ln — создать ссылку с именем ИМЯ_ССЫЛКИ или КАТАЛОГ на указанную ЦЕЛЬ.
- login — начать новый сеанс в системе
- ls — вывести список файлов или каталогов
- mdu
- mkdir — создание каталога
- more — постраничный просмотр текстовых файлов
- mount — монтирование файловых систем
- mv — переместить файл
- nc — утилита, позволяющая устанавливать соединения TCP и UDP, принимать оттуда данные и передавать их
- netstat — информация о сетевых настройках и подключениях
- ntpc — клиент синхронизации времени по протоколу NTP
- ntpsync
- nvram
- pidof — вывести список PID всех процессов, имена которых совпадают с ИМЕНЕМ
- ping — отправить сетевым узлам пакеты ICMP ECHO_REQUEST
- ps — информация о процессах
- pwd — вывести рабочий каталог
- rm — удаление файлов или каталогов
- rmdir — удаление пустых каталогов
- rstats — авторские права BusyBox
- sed — преобразование текстовых потоков
- sh — интерпретатор команд
- sleep — пауза N секунд
- sort — сортировка
- sync — записать все буферизированные блоки файловой системы на диск
- tail — просмотр конца файла
- tar — работа с архивами формата tar
- tee — ветвление канала
- tftp — обмен файлами по протоколу TFTP
- touch — обновить дату последнего изменения данного файла или файлов
- umount — отмонтирование файловых систем
- uname — информация о системе
- usleep — пауза N микросекунд
- vi — редактировать файл
- watch — исполнять программу периодически
- wc — счет строк, слов, символов
- wget — утилита закачки файлов
- zcat — распаковать в стандартный вывод